# Duldurga
Duldurga (oroszul: Дульдурга) falu Oroszország ázsiai részén, a Bajkálontúli határterületen; az Aginszkojei Burját körzet részét képező Duldurgai járás székhelye (1937 óta).

## Elhelyezkedése
Az Ilja (az Onon mellékfolyója) jobb partján, a Duldurga mellékfolyó torkolatánál helyezkedik el. Távolsága Csitától 192 km, Aginszkojetől 90 km. 
A faluban található a járásban kialakított Alhanaj Nemzeti Park (1999) igazgatósága. A park a tajgával borított táj természeti, geológiai értékeinek megőrzését, a buddhista kultikus helyek, köztük a burjátok szent helyeként tisztelt Alhanaj-hegy védelmét szolgálja.

## Népessége
- 2002-ben 6382 fő[1]
- 2010-ben 6651 fő volt.[2]